# Ніна Снейт
Ніна Клер Снейт (англ. Nina Snaith) — британська математикиня, викладає у Бристольському університеті, працює над теорією випадкових матриць та квантовому хаосі.
1998 року Ніна Снейт і Джонатан Кітінг придумали значення для провідного коефіцієнта асимптотики за допомогою функцій Зета Рімана. Значення Кітінга та Снейт для константи базувалося на теорії випадкових матриць. Ця тенденція мала початок з гіпотези кореляції пари Монтгомері. Роботи Кітінга та Снейт розширили роботи Конрея, Гоша та Гонека, а також інформацію щодо евристики чисел; Конрі, Фермер, Кітінг, Рубінштейн і Снейт пізніше вигадали надали терміни в асимптоти ці. Робота Снейт була продовжена в її докторській дисертації «Теорія випадкової матриці» та зетових функцій.

## Сім'я
Світ Ніни був повний чисел з моменту її народження. Вона сестра математика і музиканта Дена Снейта. Її батько — математик, її мати та дідусь — вчителі математики, а брат має ступінь доктора математичних наук. Ніна не вірить, що це просто збіг, і не вважає це суто генетичним; вона зазначила, що її сестра Анна — професорка літератури ХХ століття в Коледжі Кінга.
Попри оточення, Ніна ніколи не думала, що вона стане такою. У шкільні роки вона відвідувала математичні клуби, брала участь в олімпіадах з математики та захоплювалась дослідженнями свого батька та діда.

## Освіта
Ніна здобула ступінь бакалавра теоретичної фізики в університеті Макмастера, у Лондоні. Потім вона переїхала до Сполученого Королівства наприкінці 1990-х, щоб розпочати докторські дослідження з Джоном Кітінгом. У 2000 році в Бристольському університеті Ніна захистила дисертацію з математики.
Сфера досліджень: Зв'язок між теорією випадкової матриці та певними теоретичними функціями, такими як zeta-функція Рімана та L-функції. Цей зв'язок виникає через статистику нулів цих функцій і може бути використаний, що дозволяє вивчати zeta та L-функції, використовуючи методики з теорії випадкової матриці.
PHD проекти: Ніна Снейт керує докторськими програмами в теорії випадкових матриць. Математика може бути дуже різноманітною, колишні проекти включають методи імовірності, аналізу, маніпулювання матричними детермінантами, комбінаторики та обчислення. Окрім того, вона разом з іншими науковцями обговорюють розвиток біології та досліджують хромосоми.